# Raphael Wolf
Raphael Wolf (sinh ngày 6 tháng 6 năm 1988) là một cầu thủ bóng đá người Đức hiện đang chơi ở vị trí thủ môn cho câu lạc bộ Werder Bremen tại giải bóng đá Bundesliga.